# Національна комісія, що здійснює державне регулювання у сфері ринків фінансових послуг
Національна комісія, що здійснює державне регулювання у сфері ринків фінансових послуг (Нацкомфінпослуг) — державний орган регулювання ринку небанківських фінансових послуг в Україні, підпорядкований Президенту та підзвітний Верховній Раді. Комісія діяла у 2011—2020 роках. 

## Історія
Нацкомфінпослуг була уповноваженим органом у галузі регулювання ринку небанківських фінансових послуг. Створена 23 листопада 2011 року на виконання Закону України «Про фінансові послуги та державне регулювання ринків фінансових послуг» і не був правонаступником Держфінпослуг.
30 червня 2020-го діяльність комісії було припинено згідно указу президента Зеленського.
Повноваження комісії розподілено між Національним банком України (небанківські фінансові установи) та Національною комісією з цінних паперів та фондового ринку (контроль ринку цінних паперів і недержавних пенсійних фондів).

## Завдання та функції
- Надання ліцензій на здійснення фінансової діяльності небанківських установ.
- Ведення Державного реєстру фінансових установ.

## Сфери впливу
- Страхові компанії
- Кредитні спілки
- Бюро кредитних історій
- Недержавні пенсійні фонди
- Фінансові компанії
- Ломбарди

## Склад
- Пашко Ігор Володимирович — голова, з 2015;
- Залєтов Олександр Миколайович — член, з 2015;
- Максимчук Ольга Василівна — член, з 2015;
- Ястреб Денис Анатолійович — член, з 2015[5].

Колишні голови і члени:
- Берлін Віктор Михайлович — член, в. о. голови, 2012—2014
- Візіров Борис Йосипович — голова, 2013—2014
- Гурбич Ольга Іванівна — член, 2015-?
- Стасевський Андрій Леонідович — голова, 2012—2013
- Пашко Ігор Володимирович — голова, 2015—2020[6].